# キャスリーン・ロンズデール
デイム・キャスリーン・ロンズデール（Dame Kathleen Lonsdale、旧姓ヤードレー（Yardley）、1903年1月28日 - 1971年4月1日）は、アイルランド生まれの女性結晶学者。大英帝国勲章デイム・コマンダー勲爵士（DBE）、王立協会フェロー（FRS）。
1929年にX線と中性子散乱法でベンゼンの構造を確認し、1931年にフーリエ・スペクトラル法でヘキサクロロベンゼンの構造を確認した。女性科学者として最初に王立協会の会員に選ばれ、ユニヴァーシティ・カレッジ・ロンドンの最初の女性の教授（tenured professor）となり、国際結晶学連合の会長、イギリス科学振興協会の会長を務めた。

## 生涯
アイルランド（当時は全土が連合王国に属した）のキルデア県ニューブリッジに生まれた。5歳の時に家族とイングランドに移った。1922年ベドフォード・カレッジを卒業し、1924年にユニヴァーシティ・カレッジ・ロンドンで修士号をとり、王立研究所のウィリアム・ヘンリー・ブラッグの結晶学研究チームに加わった。
1927年にトーマス・ジャクソン・ロンズデールと結婚し、3人の子供の母親となり、1934年まで育児に専念した。1934年に王立研究所の仕事に戻り、1936年に博士号を得た。
X線による結晶の構造解析の先駆者でダイヤモンドの分析も行った。1945年に王立協会の会員に選ばれ、1949年にユニヴァーシティ・カレッジ・ロンドンの化学の教授となり1968年までその職にあった。1956年に大英帝国勲章デイム・コマンダーを受勲し、1957年デービーメダルを受賞した。1966年に国際結晶学連合の会長、1967年にイギリス科学振興協会の会長に就任した。
ロンズデールの名前から、六方晶のダイヤモンドがロンズデーライト（Lonsdaleite）と命名された。

## 主要著作
- "The Structure of the Benzene Ring in Hexamethylbenzene," Proceedings of the Royal Society 123A: 494 (1929).
- "An X-Ray Analysis of the Structure of Hexachlorobenzene, Using the Fourier Method," Proceedings of the Royal Society 133A: 536 (1931).
- Simplified Structure Factor and Electron Density Formulae for the 230 Space Groups of Mathematical Crystallography, G. Bell & Sons, London, 1936.
- "Diamonds, Natural and Artificial," Nature 153: 669 (1944).
- "Divergent Beam X-ray Photography of Crystals," Philosophical Transactions of the Royal Society 240A: 219 (1947).
- Crystals and X-Rays, G. Bell & Sons, London, 1948.
- Removing the Causes of War, 1953.